# Отто В. фон Розен
Отто В. фон Розен (швед. Otto W. von Rosen) (1853—1925) — естонсько-російський малаколог шведського походження, барон. 
Найбільше відомий дослідженнями наземних молюсків Кавказу, також досліджував наземних і водяних молюсків Харкова, Криму, Азовського моря, Кубані, Центральної Азії тощо. Описав 14 визнаних нових для науки видів молюсків.

## Життєпис
Народився у місті Раквере (зараз Естонія) в шведській дворянській родині, мав титул барона. Закінчив Тартуський університет у 1875 році, спеціалізувався на хімії. Брав участь у російсько-турецькій війні 1877—1878 років. Протягом 1880—1917 років працював у податковій службі, одночасно проявляючи великий інтерес до зоологічних досліджень. Зібрав значні колекції молюсків у різних частинах імперії, особливо на Кавказі. З 1892 року був членом Німецької малакологічної спілки і з того ж року почав публікувати наукові праці щодо молюсків, переважно німецькою у журналі Німецької малакологічної спілки. Жив певний час в Ашхабаді, потім у Катеринодарі. У 1920 році переїхав до Новочеркаську, де працював спочатку в природничому відділі Донського музею (зараз не існує), з 1923 року — у геологічному кабінеті Донського політехнічного інституту. До останнього року життя подорожував Кавказом збираючи молюсків. Помер від серцевого нападу. Опублікував 26 малакологічних праць.

## Описані таксони
Описав 14 нових для науки видів молюсків, які є наразі прийнятими:
- Acrotoma narzanensis (Rosen, 1901)
- Anoplitella schaposchnikovi (Rosen, 1911)
- Conulopolita stopnevichi (Rosen, 1925)
- Fruticicola perlucens(інші мови) (Rosen, 1903)
- Fruticocampylaea christophori(інші мови) (Rosen, 1911)
- Geminula continens (Rosen, 1892)
- Imparietinia schelkovnikovi (Rosen, 1914)
- Laevicaspia sobrievskii(інші мови) (Rosen, 1914)
- Leucozonella retteri (Rosen, 1897)
- Micropontica interjecta(інші мови) (Rosen, 1914)
- Ottorosenia varenzovi (Rosen, 1893)
- Pseudamnicola prasinus Rosen, 1903
- Sieversia wagneri (Rosen, 1911)
- Vallonia persica Rosen, 1892

## Вшанування
На честь дослідника названо вид жуків, Carabus roseni Reitter, 1897, а також принаймні 2 прийнятих види і 2 прийнятих роди молюсків:
- Monacha roseni (Hesse, 1914)
- Poiretia roseni(інші мови) Lindholm, 1924
- Ottorosenia(інші мови) Muratov, 1992
- Roseniella(інші мови) Thiele, 1931
- Rosenia Nierstrasz, 1913 (не прийнятий)
- Rosenia Hesse, 1916 (не прийнятий)

## Деякі праці
- Rosen O. 1892. Beitrag zur Kenntnis der Molluskenfauna Transkaspiens und Chorossans. Nachrichtsblatt der Deutschen Malakozoologischen Gesellschaft. 24: 121–126.
- Rosen O. 1897. Contribution a la faune malacologique terrestre du Turkestan (description de deux espèces nouvelles). Feuille des Jeunes Naturalistes, series 3. 27: 170.
- Розен О. 1901. Материалы к познанию фауны слизняков Кавказа и Средней Азии. Дневник Зоологического отделения Общества любителей естествознания, антропологии и этнографии. 3 (2): 7–12.
- Розен О. К познанию фауны слизняков г. Харькова и его ближайших окрестностей. Дневник Зоологического отделения Общества любителей естествознания, антропологии и этнографии. 3 (2): 12–13.
- Rosen O. 1903. Zur Kenntnis der Molluskenfauna der Stadt Charkow und ihrer nächsten Umgebungen. Nachrichtsblatt der Deutschen Malakozoologischen Gesellschaft. 35: 152–155.
- Rosen O. 1903. Neue Arten aus dem Kaukasus und Zentralasien. Nachrichtsblatt der Deutschen Malakozoologischen Gesellschaft. 35: 178–182.
- Rosen O. 1904. Zwei neue Buliminus Arten aus Centralasien. Nachrichtsblatt der Deutschen Malakozoologischen Gesellschaft. 36: 169–170.
- Rosen O. 1905. Beitrag zur Kenntnls der Molluskenfauna des Kaukasus. Nachrichtsblatt der Deutschen Malakozoologischen Gesellschaft. 37: 49–64.
- Rosen O. 1907. Beitrag zur Kenntnis der Mollluskenfauna Russlands. Nachrichtsblatt der Deutschen Malakozoologischen Gesellschaft. 39: 140–150.
- Rosen O. 1907. Zum Polymorphismus von Helix vulgaris Rossm. Nachrichtsblatt der Deutschen Malakozoologischen Gesellschaft. 39: 198–206.
- Rosen O. 1911. Helix vermiculata Müll, in der Krimm. Nachrichtsblatt der Deutschen Malakozoologischen Gesellschaft. 43: 32–33.
- Rosen O. 1911. Die Mollusken Ciscaucasien und speciell des Kuban-Gebietes. Ежегодник зоологического музея. 16 (1): 86–142.
- Rosen O. 1914. Katalog der schalentragenden Mollusken des Kaukasus. Известия Кавказского музея(інші мови). 6: 141–252.
- Rosen O. 1925. Zur Kenntnis der Molluskenfauna des Asowschen Meeres. Archiv für Molluskenkunde. 57: 113–115.
- Rosen O. 1925. Beitrag zur Kenntnis der Molluskenfauna des Don-Gebietes. Archiv für Molluskenkunde. 57: 116–121.
- Rosen O. 1925. Die Molluskenfauna des Sandfeldes von Fedulow am Manütsch und einige Bemerkungen zur Arbeit D. Nalivkins "Die Mollusken des Berges der Bakustufe". Archiv für Molluskenkunde. 57: 129–136.